# Bob Tutupoly
Bobby Willem Tutupoly (Surabaya, Java Oriental, 13 de noviembre de 1939-5 de julio de 2022) fue un cantante indonesio. 

## Carrera artística
Comenzó a grabar en Yakarta a partir de 1965 con los Hermanos Pattie. Por otra parte, es conocido por las canciones "No hay Bertulang Lengua", "No hay excusa para usted", "Alta Montaña mil promesas", entre otras.
Fue el segundo hijo de 5 hermanos de Adolf Tutupoly Laurens, un flautista, y Elisabeth Wilhemmina Henket-Sahusilawane. Después de una conferencia en la Facultad de Economía de la Universidad Airlangga, se trasladó a la Facultad de Economía de la Universidad de Padjadjaran, en Bandung. Pero él estaba más interesado en el canto. Finalmente se unió a Bill Saragih para formar parte de una banda, conocidos también como los pilotos del Jazz en 1960.
En 1969 se fue a los Estados Unidos y encabezó una Pertamina de Nueva York. Después de regresar a Indonesia en 1977, produjo la canción "Cardo", que se hizo famoso. También en las guiadas concurso TVRI.

## Álbum
- The Best Song Of Bob Tutupoly Widuri
- Album Nostalgia 2
- Album Cinta Nostalgia 2
- Tembang Kenangan Pop Indonesia Vol 6 "Kerinduan"

## Filmografía
- Penasaran (1977)
- Sebelah Mata (2008)